# Vacallo
Vacallo je obec na jihu Švýcarska v kantonu Ticino, blízko hranic s Itálií. Žije zde přibližně 3 400 obyvatel. Nachází se v nejjižnější části Švýcarska, nedaleko italského města Como.

## Geografie

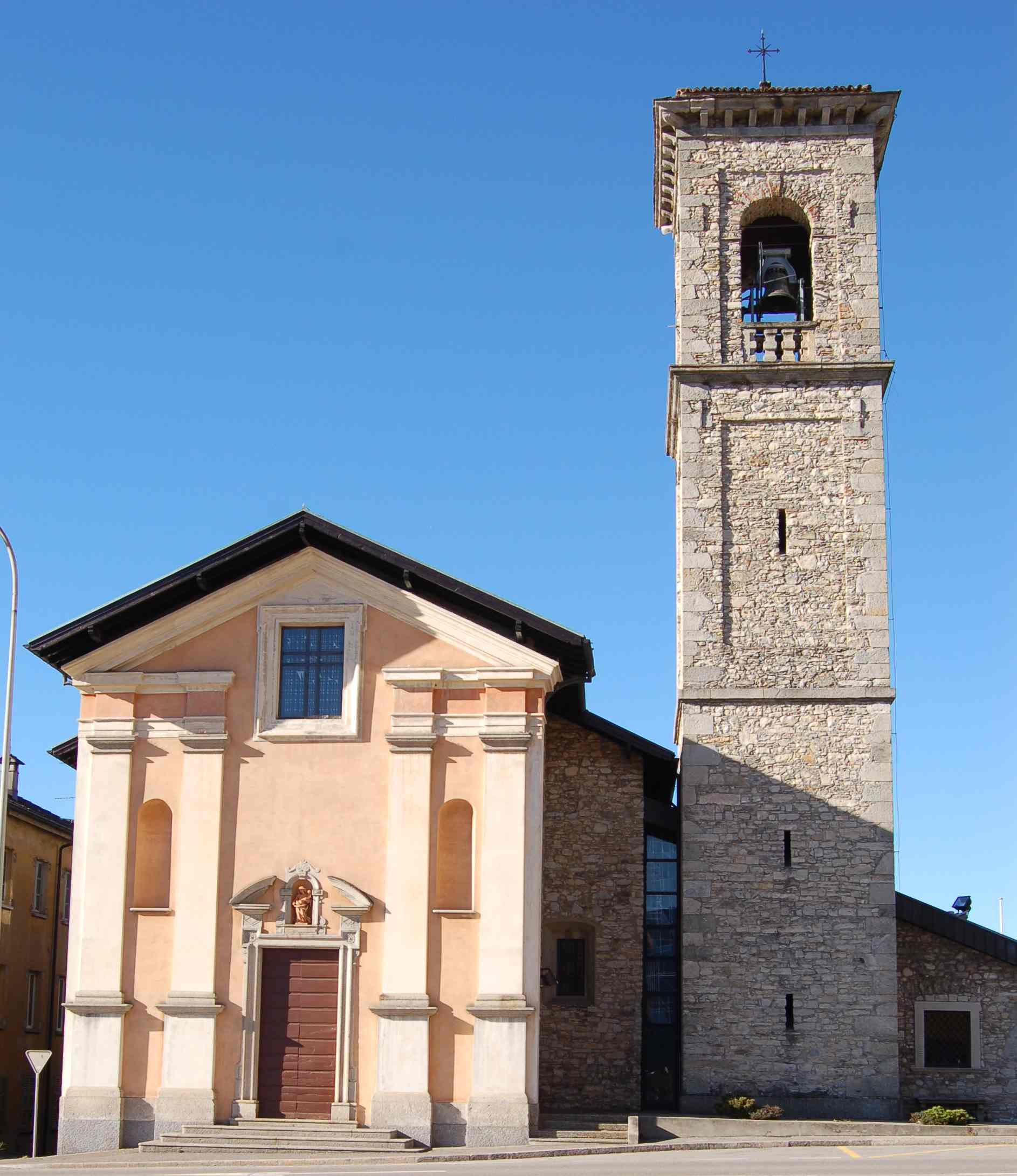
Kostel '

Vacallo se nachází na východě pohoří Mendrisiotto, severně od Chiassa, na severním břehu řeky Breggia, na úpatí hory Monte Bisbino. Obec se skládá z místních částí Pizzamiglio, Roggiana, San Simone, Vacallo a Vacallo Alta.
Sousedními obcemi jsou: na severu Breggia, na severovýchodě Cernobbio (v italské provincii Como), na východě Maslianico (provincie Como), na jihovýchodě Como (provincie Como), na jihu Chiasso a na západě Morbio Inferiore.

## Historie
Vacallo, poprvé zmiňované v roce 1202, původně patřilo k obci Balerna, ale v roce 1573 se oddělilo a stalo se samostatnou farností. V této souvislosti je zmiňována kaple nebo kostel Santi Simone e Giuda Taddeo (apoštolů Šimona Kananejského a Judy Tadeáše). Barokní kostel svatého Kříže byl postaven až v 17. století kolem již existující kaple.
Vacallo bylo vždy primárně zemědělskou obcí. Důležitou roli hrálo vinařství, pěstování tabáku a využívání morušovníků, což se odráží i ve znaku obce. Ve znaku jsou zobrazeny tři vinice a iniciála V pro název Vacallo, které symbolizují tři vesnice (dnešní místní části) Pizzamiglio, Roggiana a San Simon. V dřívějších dobách měla velký význam zednická a omítkářská řemesla. Mnoho mladých a žádaných řemeslníků z Vacalla emigrovalo za prací do jiných kantonů. V roce 1850 mělo Vacallo 550 obyvatel, v roce 1950 jich bylo 1434 a v současnosti zde žije přes 3000 obyvatel. Dnes je Vacallo čistě rezidenční obcí v aglomeraci města Chiasso.
Dne 25. listopadu 2007 byl zamítnut projekt sloučení obcí Chiasso, Morbio Inferiore a Vacallo.

## Obyvatelstvo
| Rok            | 1599 | 1643 | 1723 | 1769 | 1801 | 1850 | 1900 | 1950 | 2000 | 2010 | 2020 |
| Počet obyvatel | 240  | 279  | 271  | 314  | 285  | 550  | 923  | 1434 | 2758 | 3047 | 3363 |

Obec se nachází v jižní části kantonu Ticino, která je jednou z italsky mluvících oblastí Švýcarska. Převážná většina obyvatel obce tak hovoří italsky.

## Hospodářství a doprava

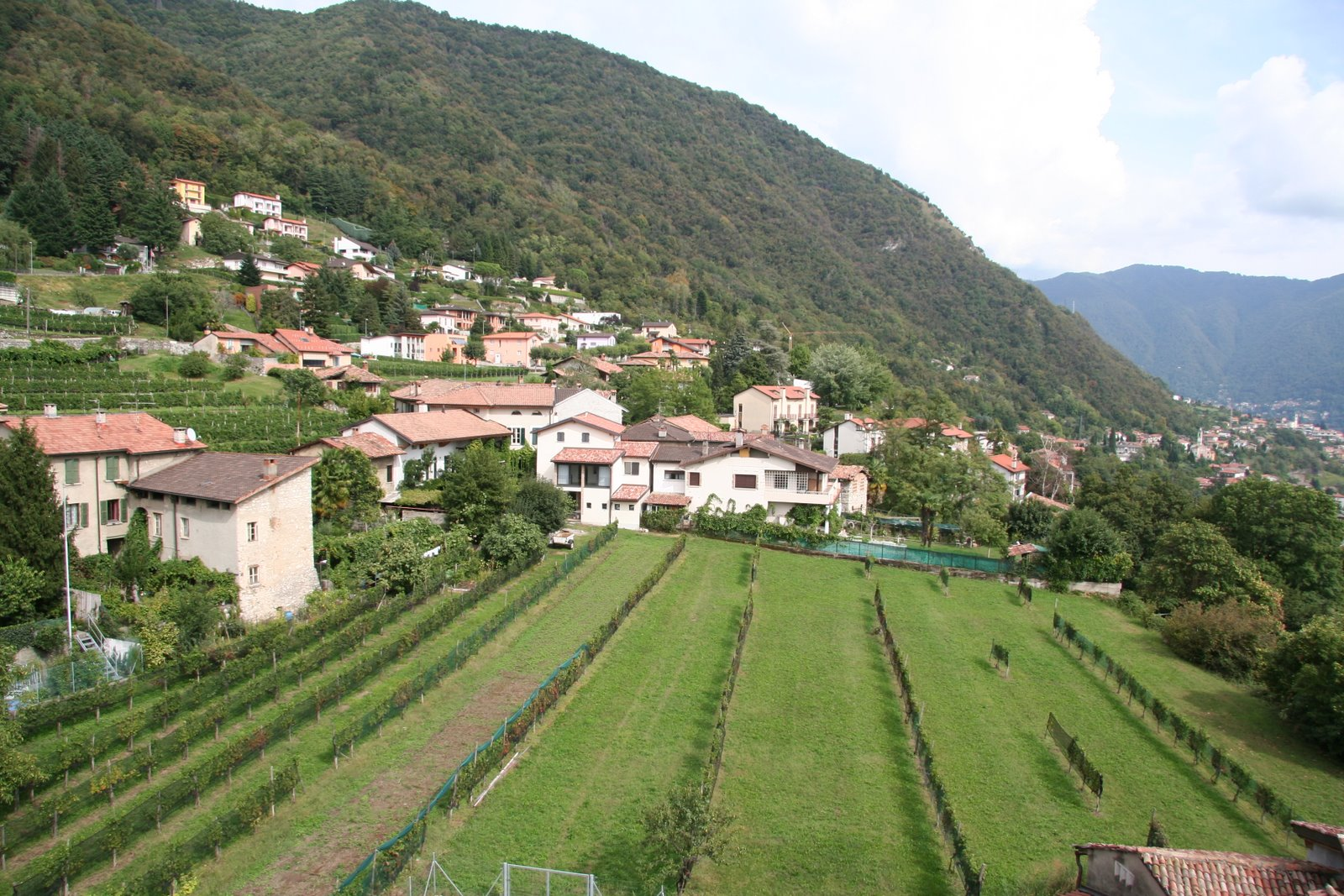
Vinice ve Vacallu

Vacallo leží v blízkosti hranic s Itálií, tranzitní a celní doprava má proto velký význam. V obci je také do současnosti činné vinařství a drobné zemědělství.
Obec leží na švýcarské dálnici A2 (Basilej – Lucern – Gotthard – Lugano – Chiasso) a nedaleko Vacalla se spojuje s italskou dálnicí A9 (Autostrada dei Laghi) směrem na Milán, kam lze dojet za necelých 45 minut.
Nejbližší železniční stanicí je Chiasso na Gotthardské dráze.

## Zajímavost
Ve Vacallu pobýval mezi lety 1886 a 1892 hudební skladatel Giacomo Puccini, který zde vlastnil dům. Napsal zde mimo jiné třetí dějství své slavné opery Manon Lescaut.